# Zhao Jing (natation)
Dans ce nom chinois, le nom de famille, Zhao, précède le nom personnel.
Ne doit pas être confondu avec Zhao Jing (athlétisme).
Zhao Jing (chinois simplifié : 赵菁 ; chinois traditionnel : 趙菁 ; pinyin : Zhào Jīng), née le 31 décembre 1990, est une nageuse chinoise spécialisée dans le dos. Elle est multiple championne du monde sur sprint en dos, et détient le record mondial du 50 m dos.

## Palmarès

### Jeux olympiques
- Jeux olympiques 2008 à Pékin (Chine) :
  -  Médaille de bronze sur 4 × 100 m 4 nages (3 min 56 s 11)

### Championnats du monde
Grand bassin
- Championnats du monde 2009 à Rome (Italie) :
  -  Médaille d'or sur 50 m dos (27 s 06)
  -  Médaille d'or sur 4 × 100 m 4 nages (3 min 52 s 19)

- Championnats du monde 2011 à Shanghai (Chine) :
  -  Médaille d'or sur 100 m dos (59 s 05)
  -  Médaille d'argent sur 4 × 100 m 4 nages (3 min 55 s 61)

- Championnats du monde 2013 à Barcelone (Espagne) :
  -  Médaille d'or sur 50 m dos (27 s 29)

Petit bassin
- Championnats du monde 2010 à Dubaï (Émirats arabes unis) :
  -  Médaille d'or sur 50 m dos (26 s 27)
  -  Médaille d'or sur 4 × 100 m 4 nages (3 min 48 s 29)
  -  Médaille d'argent sur 100 m dos (56 s 18)

- Championnats du monde 2012 à Istanbul (Turquie) :
  -  Médaille d'or sur 50 m dos (25 s 95)
  -  Médaille de bronze sur 100 m 4 nages (58 s 80)

## Records

### Records du monde
Zhao Jing détient le record du monde du 50 m dos, établis à Rome en 2009.
| Épreuve  | Temps   | Compétition                            | Lieu          | Date          |
| 50 m dos | 27 s 06 | Championnats du monde de natation 2009 | Rome (Italie) | 30 juil. 2009 |

### Records personnels
Les meilleurs temps personnels établis par Zhao Jing dans les différentes disciplines sont détaillés ci-après.
| Épreuve         | Temps         | Compétition                            | Lieu          | Date          |
| 50 m nage libre | 25 s 90       | Open du Japon                          | Chiba (JPN)   | 24 août 2007  |
| 50 m dos        | 27 s 06       | Championnats du monde de natation 2009 | Rome (Italie) | 30 juil. 2009 |
| 100 m dos       | 58 s 98       | Championnats du monde de natation 2009 | Rome (Italie) | 1er août 2009 |
| 200 m dos       | 2 min 7 s 87  | Championnats de Chine                  | Shaoxing      | 1er avr. 2009 |
| 200 m 4 nages   | 2 min 16 s 00 | 4e Jeux Asiatiques                     | Macao         | 3 nov. 2005   |
| 400 m 4 nages   | 4 min 56 s 41 | 4e Jeux Asiatiques                     | Macao         | 6 nov. 2005   |

| Épreuve        | Temps        | Compétition                                   | Lieu                     | Date         |
| 50 m dos       | 23 s 13      | Ch. du monde de natation en petit bassin 2010 | Dubaï (E.A.U.)           | 18 déc. 2010 |
| 100 m dos      | 52 s 00      | Open du Japon                                 | Tokyo (JPN)              | 22 fév. 2009 |
| 50 m papillon  | 24 s 29      | Ch. du monde de natation en petit bassin 2008 | Manchester (Royaume-Uni) | 11 avr. 2008 |
| 200 m papillon | 2 min 0 s 70 | FINA: World Cup No 4 - 1999/2000 ...          | Shanghai                 | 4 janv. 2000 |
| 100 m 4 nages  | 53 s 12      | Ch. du monde de natation en petit bassin 2010 | Dubaï (E.A.U.)           | 18 déc. 2010 |